# NGC 7401
NGC 7401 este o galaxie situată în constelația Peștii. A fost descoperită în 2 octombrie 1856 de către William Parsons, 3rd Earl of Rosse⁠(d).